# Raimondo Cardelli
Raimondo Cardelli (Marsiglia, 8 aprile 1938 – Lucca, 1º luglio 2008) è stato un pittore italiano.

## Poetica
Artista naïf, nelle opere di Cardelli compaiono figure come la madre, la figlia, l'antenato, la famiglia, edifici e villaggi variopinti, galli, gatti, pesci, uccelli e altri animali del mondo rurale che compongono una rappresentazione della natura arricchita dalla mano dell'uomo.

Così il poeta Mario Graziano Parri presenta l'opera di Raimondo Cardelli:
"...Raimondo Cardelli descrive la vita con la saggezza ironica e l'incantata fluidità lirica della favola. La vita di tutti i giorni, con le sue disperanti ripetizioni, e la vita di sempre, con la suggestione delle sue allusive allegorie, egli le trasfigura in una invenzione tutta sua, personalissima, riproponendole attraverso la filigrana preziosa di un disegno armonioso e trapuntato di fantasia..."

## Carriera artistica
Pittore autodidatta, a partire dal 1968 collabora con numerose gallerie italiane e, dal 1978 al 1994, con gallerie internazionali, esponendo le sue opere in Belgio (Bruxelles), Spagna (La torre Vella, Tossa de Mar, Tarragona), Francia (Cannes), Danimarca (Copenaghen), Stati Uniti (Los Angeles e New York) e Canada (Montréal e Toronto).

## Esposizioni dal 1968 al 1994[4]
1968 
- Galleria D'Arrigo - Prato

1969 
- Galleria La Fenice - Lido di Camaiore

1970 
- Galleria Kursaal - Montecatini Terme

1972 
- Galleria L'Approdo - Lido di Camaiore

1973 
- Galleria La Saletta Degli Artisti - Torino

- Galleria La Cupola - San Remo
- Galleria La Saletta 2000 - Montecatini Terme
- Galleria Canci - Lerici
- Galleria Castello Sforzesco - Lerici

1974
- Galleria Aldebaran Sassuolo - Modena

- Galleria Aldebaran 2 - Lido Di Iesolo

1975 
- Galleria Milan Arte - Bologna
- Galleria Esposizione Brera - Milano
- Galleria Mostra Presenze - Montignoso

1977 
- Galleria Nazionale - Lucca
- Galleria Centro Arte S.Spirito - Bari

1978 
- Galleria Nazionale - Lucca
- Galleria Artide Gallery - Bruxelles
- Galleria Hos Iluum - Copenaghen

1979 
- Galleria Shayne - Montreal
- Galleria Shayne - Toronto
- Galleria Marconi - Forte Dei Marmi
- Galleria Mostra Presenze - Montignoso

1980 
- Galleria La Saletta - Massa
- Galleria San Michele - Lucca
- Galleria Banco di Roma - Bruxelles
- Galleria Hotel Istoria Bruxelles
- Galleria Verkeerde Wereld - Belgio

1981 
- Galleria D'Arte L'Ariete - Campi Bisenzio (Firenze)
- Galleria D'Arte Il Salotto Lerici
- Galleria Tartaglia Arte - Roma

1982 
- Galleria San Luca - Verona

1983 
- Expo Arte - Bari

1984 
- Arte Fiera - Bologna
- Galleria D'Arte "Piazza Erbe" - Verona

1985 
- Galleria Patrizia - Montecatini Terme
- Galleria Guidi - Genova
- 1986
- Expo - New York
- Expo - Los Angeles
- Festa Internazionale dei 2 Mondi - Spoleto

1987 
- Expo - Bari
- Galleria Guidi - S.Margherita Ligure
- Azienda Soggiorno e Turismo - Portofino
- Galleria Il Cuneo - Caserta
- Hotel Boston - Roma

1988 
- Galleria Athena - La Spezia

1989 
- Torre Vella - Salan (Spagna)
- Galleria Xaxa - Tossa (Spagna)
- Centro Culturale di Vals - Tarragona (Spagna)

1990 
- Studio D'Arte Planc - Bruxelles
- Galleria Il Ponte - Gioia del Colle (Bari)
- Circolo Culturale - Bisceglie (Bari)
- Galleria Tartaglia Arte - Roma
- Studio D'Arte Anfiteatro - Lucca
- Centro Rops - Bruxelles

1991 
- Galleria Spagnoli - Lugano

1992 
- Thermal's Arts Gallery - Montegrotto T. (Padova)

1993 
- Circolo Sannitico - Campobasso
- Galleria D'Italia - Lido delle Nazioni (Ferrara)
- Galleria Quarto Platano - Forte dei Marmi

1994 
- Galleria L'Angolo - Salerno
- Studio D'Arte il Chiasso - Lucca
- Arte Fiera di Vicenza
- Arte Fiera di Pordenone
- Art Jonction di Cannes